# Звание
Зва́ние (устаревшее и поэтическое — Зва́нье) — устанавливаемое и присваиваемое уполномоченными компетентными органами наименование, свидетельствующее об официальном признании заслуг человека или коллектива либо о профессиональной, служебной, научной или иной квалификации.

## История
В России на конец XIX столетия Звание определяли как общественное положение человека, поскольку оно определялось сословием, к которому данный человек принадлежал, или должностью, которую он занимал (член или председатель присутственного места, приказчик). Считалось менее правильно относить звание к чину, особенно гражданскому. В остзейских законах звание было равнозначно термину сословие.
Общее званье военного, морского, гражданского чиновника, считая от унтер-офицерского до генеральского чина исключительно — Офице́р м. фрнц..

## Виды и типы
В настоящий период времени существуют следующие виды и типы званий:
- Воинское звание[4][5][6][7] — звание военнослужащего или военнообязанного, которое определяет положение (права и обязанности) военнослужащих по отношению к другим служащим.
- Специальное звание — звание сотрудников правоохранительных органов в Советском Союзе в 1935—1991 годах и современной России.
- Духовные звания — определяют права и обязанности священнослужителей (см. Категория:Церковные чины).
- Почётные звания[8] — см. Категория:Почётные звания.
- Учёное звание — ступень квалификационной системы в высших учебных заведениях и научных организациях, позволяющей ранжировать научных и научно-педагогических сотрудников на отдельных этапах академической карьеры.
- Персональное звание — служебный ранг, позиция человека в определенной служебной иерархии в Союзе ССР для работников гражданских министерств и ведомств.
- Звание — награда, присуждаемая государством, ведомствами, организациями.